# Абашин, Николай Борисович
Николай Борисович Абашин (12 декабря 1922, д. Петелино, ныне в Косогорском районе Тульской области — 3 сентября 1989, Львов) — советский военачальник. Генерал-полковник (14 февраля 1978 года).

## Биография
Родился 12 декабря 1922 года в деревне Петелино Тульского уезда Тульской губернии в семье крестьянина. Трудовую деятельность начал слесарем в механических мастерских.
Окончил Военную академию имени М. В. Фрунзе, Военную академию Генерального штаба Вооружённых Сил СССР имени К. Е. Ворошилова, ВАК при Военной академии Генерального штаба Вооружённых сил СССР имени К. Е. Ворошилова (1961).
В Красной Армии с 24 июля 1941 года. Призван Тульским районным военкоматом.
В январе 1942 г. окончил два курса Новоград-Волынского военно-пехотного училища, которое находилось в эвакуации в г. Ярославле.
- Командир 2-го стрелкового батальона 1231-го стрелкового полка 371-й стрелковой дивизии 30-й армии Калининского фронта.
- Старший адъютант 28-го отдельного танкового батальона.
- Старший помощник начальника отделения по информации разведывательного отдела штаба 7-го гвардейского танкового корпуса.
- Старший помощник начальника разведывательного отдела 10-го танкового корпуса.
- Начальник разведывательного отдела штаба 10-го гвардейского Уральско-Львовского Добровольческого танкового корпуса.
- Июль 1961 — апрель 1964 гг. — заместитель командира 147-й мотострелковой дивизии Закавказского военного округа.
- Апрель 1964 — апрель 1966 гг. — командир 10-й гвардейской мотострелковой дивизии Закавказского военного округа.
- Апрель 1966 — апрель 1968 гг. — командир 147-й мотострелковой дивизии Закавказского военного округа.
- Апрель 1968 — ноябрь 1969 гг. — первый заместитель командующего 28-й армией Белорусского военного округа.
- Ноябрь 1969 — февраль 1973 гг. — командующий 28-й армией Белорусского военного округа.
- Февраль 1973 — апрель 1983 гг. — первый заместитель командующего войсками Прикарпатского военного округа.

Под непосредственным руководством Абашина был построен спортивно-стрелковый комплекс, легкоатлетический манеж с велотреком, база современного пятиборья. В 1980 году эти здания были запасными аренами для проведения Игр XXII Олимпиады. Способствовал развитию шахмат в военном округе. Мастер спорта Виктор Желяндинов вспоминал: «Такого фанатика шахмат я больше не видел. Мы создали фантастическую команду ПрикВО — Белявский, Дорфман, Литинская, Хузман. Нашли и воспитали юного Васю Иванчука! Много раз выигрывали чемпионаты Вооружённых Сил. Генерал всех обеспечил квартирами. Дорфман лидировал в чемпионате СССР 1977 года в Питере и отложил решающую партию с Романишиным с шансами на победу. Генерал вечером прислал за мной машину, и мы всю ночь анализировали отложенную партию, а утром найденный выигрыш передали Дорфману».
- Апрель—июль 1983 гг. — в распоряжении командующего войсками Прикарпатского военного округа.

В отставке с 9 июля 1983 года.
Умер 3 сентября 1989. Похоронен на поле № 1 Лычаковского кладбища во Львове.

## Звание
- Генерал-майор (16 июня 1965)
- Генерал-лейтенант (29 апреля 1970)
- Генерал-полковник (14 февраля 1978)

## Награды
- 4 ордена Красного Знамени
- Орден Александра Невского
- Орден Отечественной войны I степени
- Орден Отечественной войны II степени
- 2 ордена Красной Звезды
- Орден «За службу Родине в Вооружённых Силах СССР» 3 степени
- медали, в том числе:
- «За боевые заслуги»
- «За отличие в охране государственной границы СССР»
- «За Победу над Германией в Великой Отечественной войне 1941—1945 гг.»
- «За взятие Берлина»
- «За освобождение Праги»
- «Ветеран Вооружённых Сил СССР»
- «За укрепление боевого содружества»
- «За освоение целинных земель»
- «За безупречную службу» 1 степени

## Литературная деятельность
Автор повести «Они шли впереди» (Москва, 1986). Как указано в аннотации, «книга посвящена военным разведчикам, с которыми автор прошёл боевой путь от Москвы до Праги». Тираж издания — 100 тысяч экземпляров.